# 418

## Esdeveniments
- Aquitània: Per un acord entre Walia i Constanci, els visigots deixen les campanyes d'Hispània i s'estableixen a la regió gal·la com a federats de l'Imperi Romà, constituint la fundació del regne de Tolosa.
- Tolosa (Aquitània): Teodoric I de Tolosa succeeix el seu oncle Walia com a rei dels visigots.
- 20 d'abril, Roma: Un edicte de l'emperador Honori desterra Celesti, Pelagi i els seus seguidors.
- 29 de desembre, Roma: Bonifaci I és escollit papa, substituint el difunt Zòsim I. Un grup dissident nomena antipapa Eulali I.
- Maó (Menorca): La comunitat jueva de la ciutat obre una sinagoga.
- Menorca: Arriben a l'illa unes suposades relíquies de Sant Esteve que desfermen el fanatisme contra els jueus amb el resultat de la seva persecució i conversió per part del bisbe Sever.
- Auxerre (Gàl·lia): Sant Germà és nomenat bisbe de la ciutat.

## Necrològiques
- 26 de desembre - Roma: Sant Zòsim I, papa.
- Tolosa (Aquitània): Walia, rei dels visigots.